# Hermann Korff

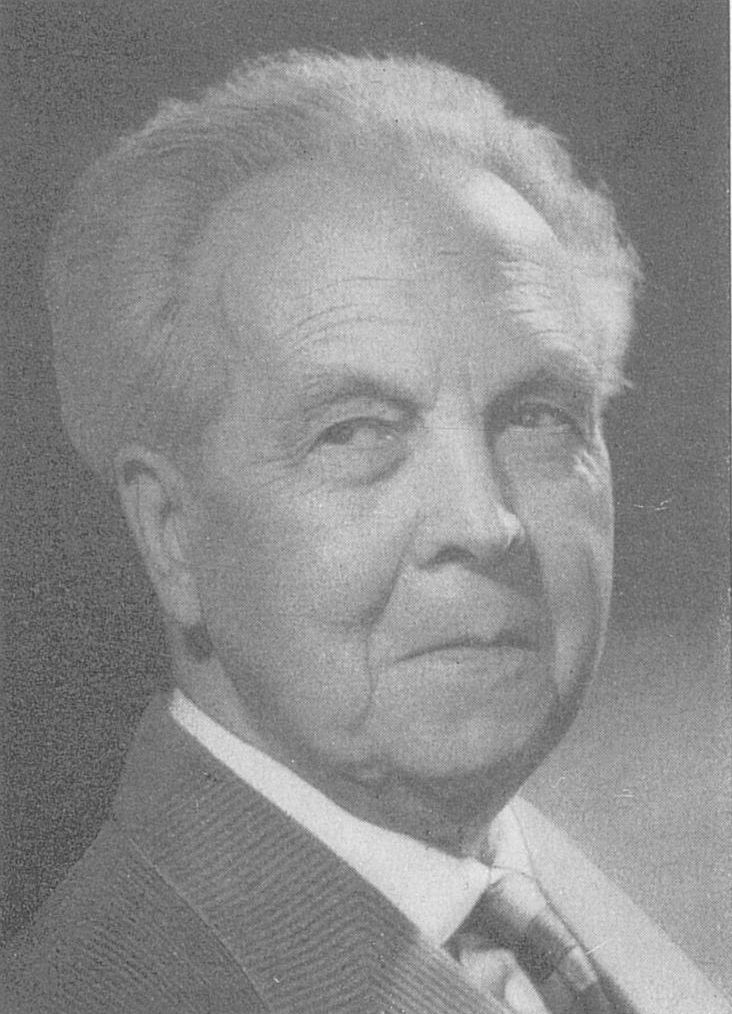
Hermann August Korff 1950.

Hermann August Korff, född 3 april 1882 i Bremen, död 11 juli 1963 i Leipzig, var en tysk litteraturhistoriker och germanist.
Korff var från 1925 professor vid Leipzigs universitet. Han ägnade sig huvudsakligen åt idéhistorisk litteraturforsking, som i sitt huvudarbete Geist der Goethe-Zeit (2 band, 1928–30). Bland Korffs övriga arbeten märks Voltaire im literarichen Deutschland des 18. Jahrhunderts (2 band, 1917), Humanismus und Romantik (1924), Die Lebensidee Goethes (1925) och Die Dichtung von Sturm und Drang (1928).